# فتوة الجبل (فلم)
فتوة الجبل هو فيلم مصري عرض عام 1982، بطولة فريد شوقي وبوسي وفاروق الفيشاوي وزهرة العلا، ومن إخراج نادر جلال.
الفيلم من أفلام عيد الفطر 1402 هـ.

## قصة الفيلم
يفشل الثري حسن الوحش في تقربه للغازية عزيزة التي تصده، يتقدم لوالدها ليتزوجها فيوافق الأب لحاجته للمال، تعيش عزيزة مع حسن في بلدته وتسيء سكينة أرملة شقيق حسن معاملتها التي كانت تطمع في الزواج منه، يفاجأ عمر ابن سكينة بعزيزة، فهي الفتاة التي يجمع الحب بينه وبينها ووعدها بالزواج بعد أن تورطت في علاقتهما به. يتكرر لقاء عزيزة وعمر الذي يعيش في صراع ين حبه لها وولائه لعمه الذي قام بتربيته.

## طاقم التمثيل
- فريد شوقي: (حسن الوحش)
- بوسي: (عزيزة)
- فاروق الفيشاوي: (عمر)
- زهرة العلا: (سكينة - والدة عمر)
- سهير زكي: (الراقصة)
- أبو الفتوح عمارة: (حسان)
- إبراهيم قدري: (والد عزيزة)
- علي مصطفى: (عبده)
- صالح الإسكندراني: (الشيخ سيد شيخ المسجد)
- هريدي عمران: (العمدة)
- شكري منصور: (مدير الكباريه)
- أحمد أبو عبية: (الطبيب)
- عبد الغني النجدي: (شاويش الشرطة)
- مصطفى الطوخي

## فريق العمل
- إخراج: نادر جلال
- تأليف: عبد الحي أديب
- مدير التصوير: إبراهيم صالح
- مونتاج: صلاح عبد الرازق
- موسيقى تصويرية: جمال سلامة
- إنتاج: أفلام جمال التابعي
- توزيع داخلي: أفلام جمال التابعي
- توزيع خارجي: الشركة اللبنانية للتجارة والاستثمار السينمائي (صبّاح إخوان)

## وصلات خارجية
- مقالات تستعمل روابط فنية بلا صلة مع ويكي بيانات
- فتوة الجبل على موقع الدهليز